# Callionymus risso
Callionymus risso é uma espécie de peixe pertencente à família Callionymidae.
A autoridade científica da espécie é Lesueur, tendo sido descrita no ano de 1814.

## Portugal
Encontra-se presente em Portugal, onde é uma espécie nativa.

## Descrição
Trata-se de uma espécie marinha. Atinge os 11 cm de comprimento total nos indivíduos do sexo masculino, 6,5 nos indivíduos do sexo feminino.